# San Luis de la Paz
San Luis de la Paz è un comune dello stato di Guanajuato, nel Messico centrale, il cui capoluogo è l'omonima località.
La municipalità conta 115.656 abitanti (2010) e copre una superficie di 2.030,140 km².

## Luoghi di interesse
A circa 10 km dal capoluogo in direzione sud si arriva alla località di Mineral de Pozos, un tempo fiorente città mineraria con circa 60.000 abitanti, mentre oggi è quasi completamente disabitata e pare una città spettrale.

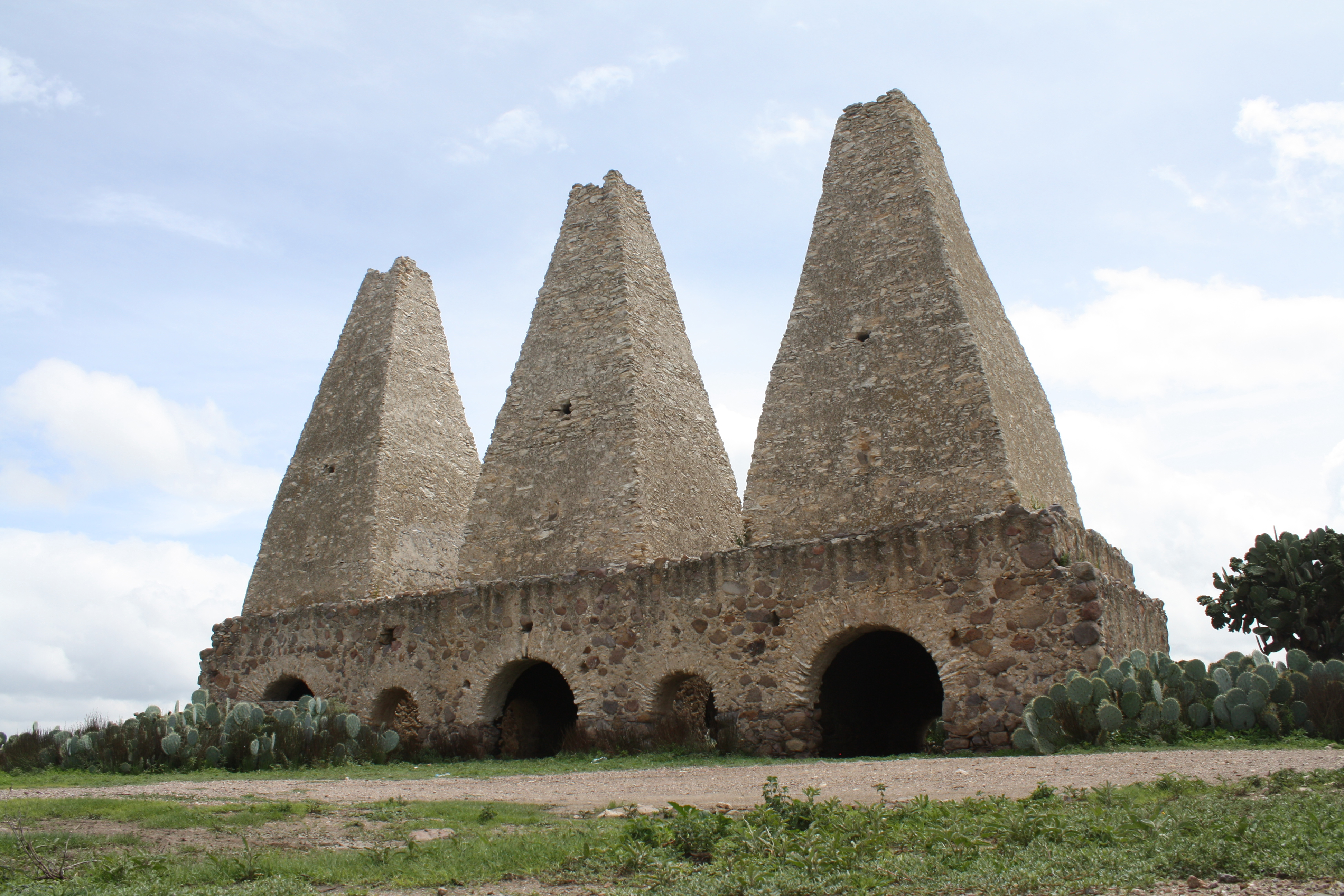
Forni del ex-convento gesuita

Il 16 febbraio 2012 è stata inserita nel programma Pueblos Mágicos, programma federale che riconosce le città con una grande ricchezza culturale, gastronomica o artistica.